# FreeBSD Documentation License
A FreeBSD Documentation License (Licença de Documentação do FreeBSD) é a licença que cobre a maior parte da documentação do sistema operacional FreeBSD.

## Licença
A licença é muito semelhante à Licença BSD simplificada de 2 cláusulas usada para distribuição do FreeBSD, porém, torna o emprego dos termos "código-fonte" e "compilação" menos obscuros no contexto da documentação. Também inclui uma isenção de responsabilidade obrigatória sobre manuscritos do IEEE e do Open Group presentes em alguns documentos antigos.

## Recepção
A Free Software Foundation classifica esta licença como uma licença de documentação livre, afirmando que "Esta é uma licença de documentação livre não-copyleft e permissiva, que é compatível com a GNU FDL."

## Derivações
Com base na Licença de Documentação do FreeBSD, a BSD Documentation License (Licença de Documentação BSD) foi criada para conter termos mais genéricos para a maioria dos projetos, bem como reintroduzir a 3ª cláusula que restringe o uso de documentação para fins de endosso (conforme mostrado na Nova Licença BSD). Ela é usada na documentação dos softwares BRL-CAD e Peridigm.